# Rajon Blahowischtschenske
Der Rajon Blahowischtschenske (ukrainisch Благовіщенський район/Blahowischtschenskyj rajon; russisch Благовещенский район/Blagoweschtschenski rajon) war ein Rajon der Oblast Kirowohrad in der Zentral-Ukraine, der Verwaltungssitz befand sich in der Stadt Blahowischtschenske.

## Geographie
Der Rajon lag im Westen der Oblast Kirowohrad und grenzte im Norden an den Rajon Uman (in der Oblast Tscherkassy), im Osten an den Rajon Holowaniwsk, im Südosten an den Rajon Krywe Osero (in der Oblast Mykolajiw), im Südwesten an den Rajon Sawran (in der Oblast Odessa) sowie im Westen an den Rajon Hajworon.

Flagge des Rajons

Durch das ehemalige Rajonsgebiet fließt in südliche Richtung die Synyzja (Синиця) und das Flüsschen Netezi (Нетеці), beide münden in den südlichen Grenzfluss Südlicher Bug, dabei ergeben sich Höhenlagen zwischen 120 und 190 Metern.

## Geschichte
Der Rajon wurde 1923 als Rajon Danylowa Balka (mit dem Rajonszentrum Danylowa Balka) gegründet, Ende 1928 wurde das Rajonszentrum ins heutige Blahowischtschenske (damals Uljanowka bzw. vorher Hruschka) verlegt, der Rajonsname wurde auf Rajon Hruschka geändert. 1932 kam das Rajonsgebiet zur Oblast Odessa, 1939 schließlich zur Oblast Kirowohrad, während des Zweiten Weltkrieges war der Rajon ab 1942 im Reichskommissariat Ukraine dem Generalbezirk Nikolajew, Kreisgebiet Gaiworon unterstellt. Nach dem Zweiten Weltkrieg wurde der Rajon dann 1949 in Rajon Uljanowka (ukrainisch Ульяновський район/Uljanowskyj rajon) umbenannt, 1991 kam er zur heutigen Ukraine und seit dem 19. Mai 2016 trägt er im Rahmen der Dekommunisierung der Ukraine analog zur Stadt den Namen Rajon Blahowischtschenske.
Am 17. Juli 2020 kam es im Zuge einer großen Rajonsreform zum Anschluss des Rajonsgebietes an den Rajon Holowaniwsk.

## Administrative Gliederung
Auf kommunaler Ebene war der Rajon administrativ in eine Stadtratsgemeinde und 17 Landratsgemeinden unterteilt, denen jeweils einzelne Ortschaften untergeordnet waren.
Zum Verwaltungsgebiet gehörten:
- 1 Stadt
- 26 Dörfer

### Stadt
| Städte                                   | Städte                     | Städte                                           |
| Name                                     | Name                       | Name                                             |
| ukrainisch transkribiert                 | ukrainisch                 | russisch                                         |
| ---------------------------------------- | -------------------------- | ------------------------------------------------ |
| Blahowischtschenske (bis 2016 Uljanowka) | Благовіщенське (Ульяновка) | Благовещенское (Blagoweschtschenskoje)/Ульяновка |

### Dörfer
| Dörfer                   | Dörfer               | Dörfer                                       | Dörfer            |
| Name                     | Name                 | Name                                         | Gemeindezuordnung |
| ukrainisch transkribiert | ukrainisch           | russisch                                     | Gemeindezuordnung |
| ------------------------ | -------------------- | -------------------------------------------- | ----------------- |
| Bohdanowe                | Богданове            | Богданово (Bogdanowo)                        | Bohdanowe         |
| Chrystoforowe            | Христофорове         | Христофорово (Christoforowo)                 | Kamjanyj Brid     |
| Danylowa Balka           | Данилова Балка       | Данилова Балка (Danilowa Balka)              | Danylowa Balka    |
| Delfinowe                | Дельфінове           | Дельфиново (Delfinowo)                       | Losuwata          |
| Hruschka                 | Грушка               | Грушка (Gruschka)                            | Hruschka          |
| Jossypiwka               | Йосипівка            | Йосиповка (Jossipowka)                       | Jossypiwka        |
| Kamjana Krynyzja         | Кам'яна Криниця      | Каменная Криница (Kamennaja Kriniza)         | Kamjana Krynyzja  |
| Kamjanyj Brid            | Кам'яний Брід        | Каменный Брод (Kamenny Brod)                 | Kamjanyj Brid     |
| Koscharo-Oleksandriwka   | Кошаро-Олександрівка | Кошаро-Александровка (Koscharo-Alexandrowka) | Lupolowe          |
| Losuwata                 | Лозувата             | Лозоватая (Losowataja)                       | Losuwata          |
| Lupolowe                 | Луполове             | Луполово (Lupolowo)                          | Lupolowe          |
| Mankiwske                | Маньківське          | Маньковское (Mankowskoje)                    | Bohdanowe         |
| Metschyslawka            | Мечиславка           | Мечиславка (Metschislawka)                   | Metschyslawka     |
| Nowoselyzja              | Новоселиця           | Новоселица (Nowoseliza)                      | Nowoselyzja       |
| Petriwka                 | Петрівка             | Петровка (Petrowka)                          | Kamjanyj Brid     |
| Rosnoschenske            | Розношенське         | Разношенское (Rasnoschenskoje)               | Rosnoschenske     |
| Sabatyniwka              | Сабатинівка          | Сабатиновка (Sabatinowka)                    | Sabatyniwka       |
| Schamrajewe              | Шамраєве             | Шамраево (Schamrajewo)                       | Schamrajewe       |
| Schewtschenka            | Шевченка             | Шевченко (Schewtschenko)                     | Danylowa Balka    |
| Serhijiwka               | Сергіївка            | Сергеевка (Sergejewka)                       | Wilchowe          |
| Smijowe                  | Змійове              | Змеево (Smejewo)                             | Losuwata          |
| Stanislawowe             | Станіславове         | Станиславово (Stanislawowo)                  | Hruschka          |
| Synky                    | Синьки               | Синьки (Sinki)                               | Synky             |
| Synyziwka                | Синицівка            | Синицевка (Sinizewka)                        | Synyziwka         |
| Welyki Trojany           | Великі Трояни        | Великие Трояны (Welikije Trojany)            | Welyki Trojany    |
| Wilchowe                 | Вільхове             | Ольховое (Olchowoje)                         | Wilchowe          |